# Meudon
Meudon – miejscowość i gmina we Francji, w regionie Île-de-France, w departamencie Hauts-de-Seine. Przez miejscowość przepływa Sekwana.
Według danych na rok 2012 gminę zamieszkiwało 45 107  osób, a gęstość zaludnienia wynosiła 4 556 osób/km². Wśród 1287 gmin regionu Île-de-France Meudon plasuje się na 386. miejscu pod względem powierzchni.
W miejscowości znajduje się obserwatorium astronomiczne, w którym pracował Henri-Alexandre Deslandres, francuski fizyk i astronom.
Polskim miastem partnerskim Meudon jest Ciechanów.

## Współpraca
Miejscowości partnerskie:
- Brezno, Słowacja
- Celle, Niemcy
- Ciechanów, Polska
- Farnborough, Wielka Brytania
- Mazkeret Batja, Izrael
- Rushmoor, Wielka Brytania
- Woluwe-Saint-Lambert, Belgia

Położenie Meudon w ramach aglomeracji paryskiej